# Liste des ZNIEFF de l'Ardèche
Cet article présente une liste des zones naturelles d'intérêt écologique, faunistique et floristique de l'Ardèche. 
- 07110001 - Adrets de la Farre
- 07000042 - Affluent de la Volane à Vals-les-Bains
- 07050006 - Ancienne mine du Grangeon
- 07160004 - Basse-vallée de l'Ardèche
- 07160002 - Basse-vallée du Chassezac
- 07020002 - Basse-vallée du Doux
- 07130002 - Bassin de la Beaume
- 07060008 - Bassin de la Langougnole
- 07160010 - Bois de Bizal
- 07070001 - Bois de Cuze, suc de l'Areilladou
- 07170001 - Bois de Païolive, gorges du Chassezac
- 07090009 - Bois de Prévieux
- 07100001 - Bois de Souradous
- 07200001 - Bois des Bruyères
- 07100002 - Bois du Brugeas
- 07000035 - Bois Viel
- 07190001 - Boisements de Pin de Salzmann d'Abeau et Fourniel
- 07090004 - Bord septentrional du plateau du Coiron
- 07090011 - Bordure orientale du plateau du Coiron
- 07010001 - Colline du Châtelet
- 07010012 - Combe d'Izerand
- 07000034 - Combe de Champmajour
- 07200003 - Combe des Eaux, chênaie de Manbois
- 07000021 - Combe du Cros
- 07200006 - Combes de Fouillouse et des Naysses et environs
- 26010015 - Confluent de la Drôme et du Rhône, île de Printegarde et Petit-Rhône
- 07150003 - Corniches de la Cévenne méridionale
- 07010005 - Côte de Viale, côte de Panel
- 07090002 - Côte du Baron, grotte du Verdus
- 07030002 - Coteau de la chapelle à Tournon-sur-Rhône
- 07000018 - Coteau de Vesseaux
- 07000020 - Coteau des Abéouradoux
- 07090007 - Coulée basaltique de St-Pons
- 07000039 - Coupe de Jaujac et ruisseau des Salindres
- 07160005 - Cours aval du Granzon
- 07010010 - Cours inférieur de l'Ay
- 07180011 - Cours supérieur de la Négue et ses affluents
- 07070002 - Crêtes de Lachamp-Raphaël
- 07090010 - Crêtes du col de l'Escrinet au serre des Fourches
- 26010011 - Delta du Roubion et vieux Rhône à Rochemaure
- 07150004 - Escarpement rocheux, bois et landes de Féreyrolles
- 07000024 - Forêt de Banne
- 07040004 - Forêt de Bonnefoy
- 07000001 - Forêt de Cruas
- 42000034 - Forêts et prairies de Rochepin et de l’Hermus
- 07040011 - Forêts et prairies du Cayre
- 07060004 - Gage et la Loire en aval des barrages
- 07170003 - Garrigue de la Beaume à la Ligne
- 07000017 - Gorge de la Payre
- 07160008 - Gorges de l'Ardèche
- 07160007 - Gorges de la Beaume
- 07170002 - Gorges de la Ligne et gras de Chauzon
- 07000006 - Gorges de la Louyre
- 07180005 - Gorges du Rimouren
- 07050005 - Grottes de Charbonnouse
- 07000037 - Grottes de la Jaubernie
- 07050004 - Grottes du Serret
- 07100004 - Haut-bassin de l'Allier
- 07060002 - Haut-bassin de la Méjeanne
- 07000032 - Haute vallée de la Fontolière
- 07000033 - Haute-vallée de l'Ardèche
- 07090003 - Haute-vallée de la Payre
- 07020003 - Haute-vallée du Doux
- 26010020 - Ile de la Platière
- 26010001 - Ile de la Sainte et restitution de Sablons
- 26010016 - Ile et lône de Blaud
- 26010012 - Iles du Rhône à Meysse et La Coucourde
- 07000003 - Lac de Devesset
- 07020001 - Lac de Veron, croix de Ribes
- 07010002 - Lac de Vert
- 07000009 - Lac du Devès
- 07180008 - Landes et pelouses des Chalans
- 07150002 - Landes et prairies humides du plateau de Montselgues
- 26010005 - Le Rhône à Baix et Saulce-sur-Rhône
- 07070003 - Ligne de crête du rocher de la Paillère au serre de Suson
- 26010018 - Lône de l'Ove
- 26010017 - Lône des Goules
- 07200002 - Marais de Malibaud
- 07000052 - Marais des Narses
- 07180006 - Massif de la dent de Rez
- 07160015 - Massif de Prataubérat
- 07130001 - Massif du Tanargue
- 07040010 - Mont Gerbier de Jonc et sources de la Loire
- 07040002 - Mont Mézenc
- 07000007 - Montagne de Crussol
- 07060003 - Narces de Saint Cirgues
- 07040001 - Narces du petit Grévier
- 07010003 - Partie aval de la Cance
- 07090005 - Partie centrale du plateau du Coiron
- 07170005 - Partie du plateau des Gras de Vogüé
- 07010004 - Pelouse sèche de Charbieux
- 07000008 - Pelouses de Bujarelle et des Blaches
- 07160009 - Pentes de la tour de Brison
- 07080004 - Pentes du volcan de Crau
- 26010019 - Pic du Romarin
- 07040009 - Plateau d'Echamps
- 07100007 - Plateau de Concoules
- 07170006 - Plateau de Jastres
- 07180009 - Plateau de Larnas
- 07000004 - Plateau de Rompon
- 07000045 - Plateau des Chanaux, serre de la Font d'Aoussay
- 07170004 - Plateau des Gras
- 07180002 - Plateau des Gras de Bidon
- 07180004 - Plateau des Gras de Saint Remèze nord
- 07180003 - Plateau des Gras de Saint Remèze sud
- 07000002 - Plateau des Gras, serre de Gouvernement
- 07070004 - Plateau du Pradou et du champ de Mars
- 07000010 - Prairie à Toissieu
- 07000016 - Prairie de Celles-les-Bains
- 07180007 - Prairie de la Plaine
- 07100008 - Prairie humide du Plagnal
- 07020004 - Prairie humide du Pontet
- 07090001 - Prairies et bois de la Meysse, pic de Chenavari
- 07180010 - Prairies et landes de Champ Long et Grand Patis
- 07000053 - Prairies et landes de Pierre Gourde
- 07060007 - Prairies et tourbières du mas de Jean
- 07010014 - Prairies humides de Talencieux
- 07000056 - Prairies humides de Terrelongue et du Grand Pré
- 07010013 - Prairies humides des Balais
- 07050012 - Rasquille et ligne de crête
- 07000029 - Ray Pic, rochers et rivière de la Bourges
- 26010003 - Rhône court-circuité de la chute de Saint Vallier
- 07160001 - Ripisylve et lit majeur de l'Ardèche
- 07000023 - Rivière de la Claysse à Saint Sauveur-de-Cruzières
- 07060009 - Rivière de la Langougnole en aval du moulin de Blanc
- 07080006 - Rivière du Sandron
- 07000028 - Rivières de l'Eysse, de l'Escoutay et affluents
- 07090008 - Roche de Luchon
- 07120001 - Rocher d'Abraham et crêtes de la Chavade
- 07200004 - Rocher de Sampzon
- 07040013 - Rocher de Soutron
- 07040006 - Rocher des Pradoux
- 07080002 - Rochers et landes de la forêt des volcans
- 07040008 - Roches des Cuzets
- 07050011 - Ruisseau Boyon
- 07000047 - Ruisseau d'Aumas
- 07010011 - Ruisseau d'Ozou
- 07000046 - Ruisseau de Bourdaric
- 07010009 - Ruisseau de Crémieux
- 07050001 - Ruisseau de l'Auzène
- 07050009 - Ruisseau de l'Orsanne, pentes des Chases
- 07000031 - Ruisseau de la Fontolière
- 07020006 - Ruisseau de la Sumène
- 07000036 - Ruisseau de Lyas, ruisseau de l’ubac
- 07010007 - Ruisseau de Mallet
- 07010008 - Ruisseau de Vergelet
- 07000011 - Ruisseau des Usclats, ruisseau du Malbuisson
- 07000044 - Ruisseau du Bosc
- 07000041 - Ruisseau du Libones, cours inférieur de la rivière de la Bourges
- 07000022 - Ruisseau du Lioussel, partie amont de la rivière du Lignon
- 07000040 - Ruisseau du Mézayon
- 07000012 - Ruisseau du Nant de Saint Symphorien de Nahun
- 07200005 - Ruisseau du Rieussec
- 07000043 - Ruisseau du Rieusset
- 07050007 - Ruisseau d’Aurance, ubacs du moyen Eyrieux
- 07190002 - Ruisseaux de la Ganière et d'Abeau
- 07080003 - Ruisseaux de la Volane, du Mas, de la Bise et de la Gamondes
- 07000030 - Ruisseaux des affluents de la haute Ardèche
- 07140001 - Ruisseaux du bassin de la Beaume
- 07040003 - Secteur des sucs
- 07050003 - Serre de champs Maux
- 07000025 - Serre de Guercy, serre d'Aurouze
- 07190003 - Serre de l'Elzède
- 07100006 - Serre de Montgros, cham de cham Longe
- 07040005 - Serre du Grésier
- 07020005 - Serres et coteaux des environs de Nozières
- 07030008 - Site à chauves-souris de Lardet
- 07000014 - Site à chauves-souris du Pourrat
- 07090012 - Site à chauves-souris du Saint Martin-le-Supérieur
- 07090006 - Sommet de Berguise
- 07100005 - Sources de l’Ardèche
- 07000027 - Sources et haute-vallée de la Dorne
- 07000013 - Suc de Clava
- 07040007 - Suc de Sara, suc de la Veine
- 07040012 - Suc de Touron, roches de Borée, rocher de Pialoux
- 07000055 - Thueyts
- 07060005 - Tourbière de Narcier
- 07060001 - Tourbière de pré Plot
- 07000005 - Tourbière de Rochessac
- 07110002 - Tourbière du Savoyard, plaine des rochers d'Astet, serres de la Pierre Plantée et de Berland
- 07150001 - Tourbières du plateau de Montselgues
- 07060006 - Tourbières et prairies humides de Goudoulet, lac Ferrand
- 07160003 - Vallée de l'Ardèche de Vogüé à Balazuc
- 07080001 - Vallée de l'Oize
- 07080005 - Vallée de la Boulogne
- 07160014 - Vallée de la Sure
- 07160013 - Vallée de la Thines
- 07180001 - Vallée de l’Ibie
- 07050010 - Vallée du Boyon
- 07160016 - Vallée du Chassezac
- 07160012 - Vallée du Roubreau et affluents
- 07160006 - Vallées de l'Ardèche et de la Ligne aux environs de Ruoms
- 07160011 - Vallées de la Beaume, de la Drobie et affluents
- 07050002 - Vallées de la Glueyre et de la Veyruègne
- 07030007 - Vallon de Brouter
- 07000054 - Vallon de Chambeyrol
- 07000019 - Vallon de Crouzet
- 07000038 - Vallon de la Borne
- 07030003 - Vallon de Lay
- 07010006 - Vallon de Limony
- 07030001 - Vallon de l’Argentière
- 07030006 - Vallon de Rioudard
- 07030004 - Vallon des Aurets
- 07000048 - Vallon du Turzon
- 07000050 - Vallons de Jergne et de Trévalon
- 07030005 - Vallons de serre Long, des Clautres et de Chalaix
- 07000026 - Vallons du Levaron et du Ferrand
- 07000049 - Vallons du Mialan et du Gibarlet
- 07050014 - Versants méridionaux de la Roche
- 07050008 - Versants méridionaux du moyen Eyrieux et affluents
- 07050013 - Versants méridionaux sous le serre de Peyremourier
- 26010007 - Vieux Rhône à Bourg-lès-Valence
- 26010006 - Vieux Rhône à La Roche-de-Glun
- 26010014 - Vieux Rhône et lônes du Rhône de Viviers à Pont-Saint Esprit
- 26010004 - Vieux-Rhône d’Etoile et Ile des Petits-Robins
- 07100003 - Zone humide de Lieurond
- 07000015 - Zone humide de Signol
- 07060010 - Zones humides de l'Ouleyre et des Présailles
- 07060011 - Zones humides du haut-bassin du Tauron
- 07060012 - Zones humides du mont Mézy
- 07000051 - Zones marneuses entre Grospierres et Beaulieu